# La odalisca
La odalisca es una pintura al óleo realizada por Mariano Fortuny en 1861 en Roma y que actualmente se expone en el Museo Nacional de Arte de Cataluña de Barcelona.
La beca de pensionado de pintura, obtenida por Fortuny el año 1857, trajo consigo la obligación de realizar, durante el tiempo de su estancia en Roma, una serie de obras que el artista estaba obligado a enviar a la Diputación Provincial de Barcelona. El compromiso contraído consistía en la entrega de diversas composiciones, fundamentalmente estudios académicos de figuras dibujadas, una copia de un cuadro de autor clásico y una composición al óleo de su invención sobre «asunto de la historia general de Cataluña». En ningún caso se deduce de la documentación conservada que La odalisca figurase entre la relación de encargos de pensionado, y sin embargo la pintura, fechada en Roma en 1861, pasó a convertirse en la primera obra enviada a la Diputación, el 14 de febrero de 1862, acompañada de una carta del pintor.
Parece claro que Fortuny alteró, según su conveniencia, la temática fijada por la corporación provincial. Indudablemente, en este cambio influyó decisivamente la primera visita al norte del Marruecos, realizada en 1860.
La composición de Fortuny muestra elementos de coincidencia con la popular La gran odalisca de Jean Auguste Dominique Ingres, pintada en Roma en 1814, y sobre todo con la obra Mujer dormida pintada por Eduardo Rosales también en la capital italiana el año 1859.